# Russula vesca
Russula vesca, o rúsula comestible, es un hongo basidiomiceto, de la familia Russulaceae. Crece en bosques de coníferas, caducifolios o mixtos. Su seta, o cuerpo fructífero, aflora de primavera a otoño, siendo una de las más tempranas del año. El epíteto específico, vesca, significa "comestible".

## Descripción
Su seta, o cuerpo fructífero, posee un sombrero de entre 5 y 10 centímetros de diámetro, de forma hemisférica en ejemplares jóvenes, que posteriormente se hace convexo, aplanado y, finalmente, deprimido en el centro, con el borde acanalado. La cutícula es de color variable rojizo o pardo rojizo, y más oscura en el centro, y es fácilmente separable. Las láminas tienen una anchura de entre 4 y 9 milímetros, son adnatas ligeramente decurrentes, apretadas, se bifurcan cerca del estipe y son algo grasientas al tacto. Son blancas en ejemplares jóvenes y de color crema más tarde. El pie mide entre 1,5 y 2,5 centímetros de diámetro y entre 3 y 10 de altura, es fusiforme o de forma cilíndrica, duro y de color blanco, algo amarillento o pardusco en la base. La esporada es blanca.

## Posibilidades de confusión
Es posible confundir la seta de este hongo con las de otras especies del género, como R. virescens y R. cyanoxantha, que producen esporada blanca y tienen carne dulce.